# 青海工程机械厂
青海工程机械厂，是中华人民共和国在西部建立的一家大型机械制作企业，1966年左右建立在西宁。該廠大部分的技术工人、技术专家、管理人员最初都是在计划经济下的大学毕业生分配到青海西宁，也包含大量那个时代特殊的上山下山运行下来自全中国的知青。
1970年代，吉林工大的很多机械制造专业的大学生来到了这里。他们在这里工作、结婚、生子。很多人在这里生活了一辈子。这些来自平原地区的人，在青藏高原有了環境適应上的问题，很多人在这里死去。有些人离开青海西宁，回到了家乡。青海工程机械厂，也像很多老国企那样，慢慢的被其它私人企業收购，不停的轉卖给不同的企业。